# Norweski dziennik
Norweski dziennik – cykl książek Andrzeja Pilipiuka składający się z 3 tomów.

## Pozycje
1. Norweski dziennik: Ucieczka, Fabryka Słów (12 sierpnia 2005, 4 maja 2007)[1]
2. Norweski dziennik: Obce ścieżki, Fabryka Słów (19 września 2006)
3. Norweski dziennik: Północne wiatry, Fabryka Słów (20 lipca 2008)

### Opis fabuły
Historia opowiada o losach Tomasza Paczenki (Pawła Koćko), chłopaka z amnezją wplątanego w międzynarodową intrygę związaną z tajnymi badaniami związanymi z jego pochodzeniem. Odbity z konwoju KGB w Warszawie przez polską sekcję konspiracyjnej NTS i ze względów bezpieczeństwa wysłany do Bodø w północnej części Norwegii próbuje dowiedzieć się kim naprawdę jest.

### Postacie
- Tomasz Paczenko – szesnastolatek cierpiący na amnezję pourazową, spowodowaną uderzeniem kolbą pistoletu (ma wklęśnięcie nad lewym uchem). Posiada on nadnaturalne zdolności fizyczne, gdyż należy do gatunku Equoidae Edoni. Jest wnukiem Józefa Paczenki
- Ingrid Roslin – norweska przyjaciółka Tomasza, agentka organizacji Gladie.
- Sven Roslin – „szpieg” głównego bohatera, były norweski komandos, członek organizacji Gladie.
- Hrabia Derek Tomatow – rosyjski hrabia, poseł Riksdagu, należy do gatunku Equoidae Edoni
- Paweł Norwicki – towarzysz Tomasza, zawzięty wróg komunistów, pracuje dla Dereka.
- Maciek Wędrowycz – kolega głównego bohatera z czasów dzieciństwa, pracuje dla Dereka. Wnuk Jakuba Wędrowycza.
- Książę Siergiej Orłow – przywódca białogwardzistów w Nowoorłowie w Norwegii

## Ucieczka
Pierwsza część serii wydana w 2005 i 2007 roku.

### Informacje wydawnicze
Wydanie pierwsze
- wydawnictwo: Fabryka Słów, 12 sierpnia 2005
- liczba stron: 352
- ISBN 83-89011-47-6.

Wydanie drugie
- wydawnictwo: Fabryka Słów, 4 maja 2007
- liczba stron: 352
- dostępne w oprawie miękkiej
- ISBN 978-83-89011-93-0.

## Obce ścieżki
Druga część serii wydana w 2006 roku.

### Informacje wydawnicze
- wydawnictwo: Fabryka Słów, 19 września 2006
- liczba stron: 392
- dostępne w oprawie miękkiej
- ISBN 83-89011-99-9.

## Północne wiatry
Trzecia część serii książek wydana we wrześniu 2007 roku.

### Informacje wydawnicze
- wydawnictwo: Fabryka Słów, 20 lipca 2007
- liczba stron: 304
- dostępne w oprawie miękkiej
- ISBN 978-83-60505-57-1.